# Čepička (hrad)
Hrad Čepička se nacházel na stejnojmenném kopci (391 m n. m.) západně od obcí Předklášteří u Tišnova. Vrchol kopce je zarostlý listnatými stromy, v lese jsou patrna tři patra valů s příkopy. V letech 1983 až 1986 zde dnešní Muzeum Brněnska provádělo archeologický průzkum. Po něm následovalo několik pokusů amatérských archeologů.
Opevnění údajně začaly budovat jako úkryt před husity samy jeptišky z kláštera Porta coeli. Pravděpodobnější je, že šlo o budování strážního hradu. Opevnění nebylo dobudováno. Roku 1428 klášter husité zničili. Klášter i kopec se dostal do majetku Pernštejnů. Po roce 1450 byl klášter obnoven a opevnění na kopci Čepička již nebylo nikdy dokončeno. Materiál byl částečně použit na opravy kláštera.
Přístup na vrchol Čepičky je z obce Předklášteří, cesta není označená.

## Fotografie

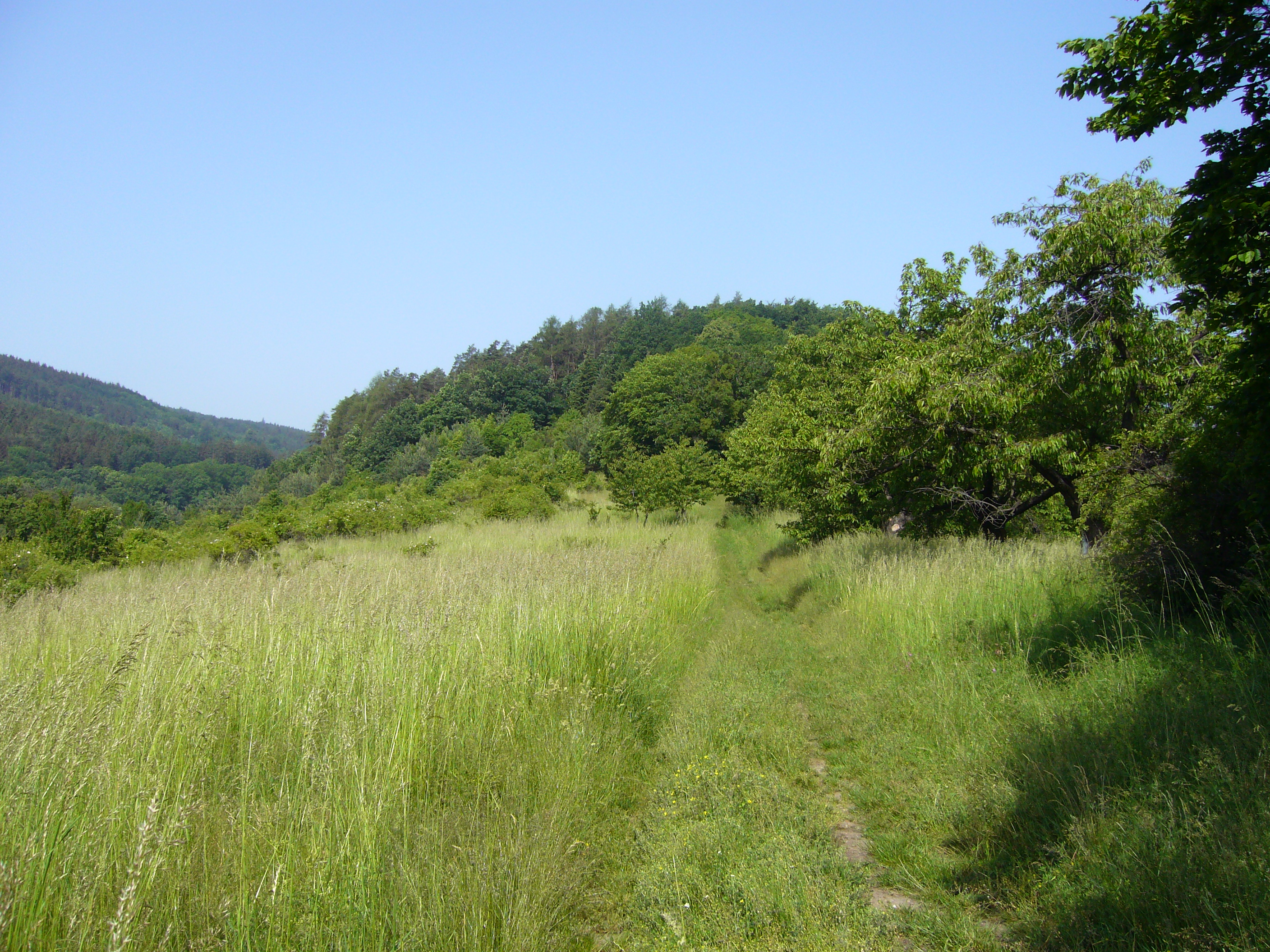
Vrchol kopce
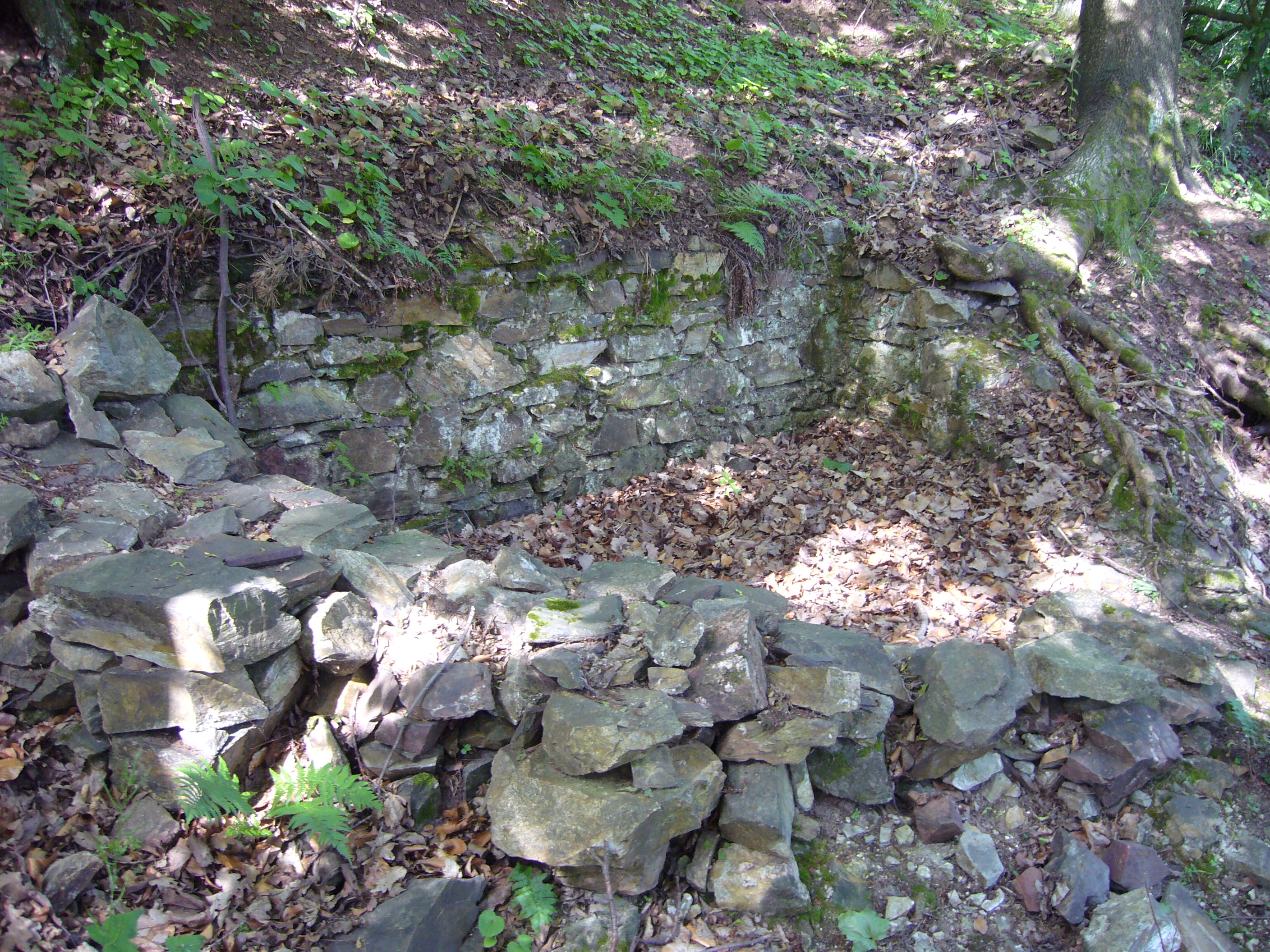
Odkrytá zeď a zbytek kruhového opevnění